# 샌드위치
샌드위치(sandwich)는 얇게 썬 빵 조각 사이에 육류나 채소류 등을 끼워서 먹는 간편한 식사 대용 빵을 말한다. 빵 사이에는 햄, 채소, 치즈, 잼 등 다양한 식재료를 넣으며, 통상 빵에는 열을 가하지 않으나 버터, 기름, 또는 다른 대체물, 혹은 전통적인 양념이나 소스 등을 발라서 풍미와 식감을 높이는 방식을 사용하기도 한다. 샌드위치는 흔히 학교나 직장에서 먹는 점심을 위해, 도시락 통이나 갈색 종이에 넣어서 가져가는 간편 대용식에 속한다.
이 음식의 기원으로 볼 수 있는 유사한 형태가 고대로부터 많이 존재한다. 다만 오늘날 형태의 샌드위치는 18세기 영국의 4대 샌드위치 백작에 의해 만들어졌고, 이름은 또한 그의 이름으로부터 유래되었다는 것이 전설이다.
샌드위치는 크게 빵 위에 재료를 올려놓는 오픈 샌드위치(Open sandwich)와 빵과 빵 사이에 속을 채워넣는 클로즈드 샌드위치(Closed sandwich)로 나뉜다. 일반적으로는 샌드위치라고 하면 이 클로즈드 샌드위치를 가리킨다. 또 샌드위치의 재료로 쓰는 빵을 구워서 만든 토스트 사이에 속을 채워넣는 핫 샌드위치(hot sandwich)도 있는데 이 경우는 보통 구운 빵을 가리키는 토스트라고 부르기도 한다.
한국에서는 미국형 식빵을 미리 잘라놓은 두께 1cm 가량의 정사각형 빵을 많이 사용한다. 미국형 식빵이란 반죽을 굽는 틀에 뚜껑을 닫고 구워 사면이 편평하고 상자 모양을 가지고 있는 빵을 말한다. 샌드위치의 모양은 정해진 것이 아니며, 둥근 모양의 빵을 사용하는 햄버거와는 외관이나 여러 가지 차이가 있고, 빵을 구울 경우 토스트로 분류하는 등 차이점이 있다. 빵을 버터, 마가린 등을 두른 팬 위에서 굽지 않고 안쪽에 넣는 고기 등을 직접 만지지 않기 때문에 손으로 직접 집어 먹어도 손에 기름 성분이 묻지 않는다.

## 역사

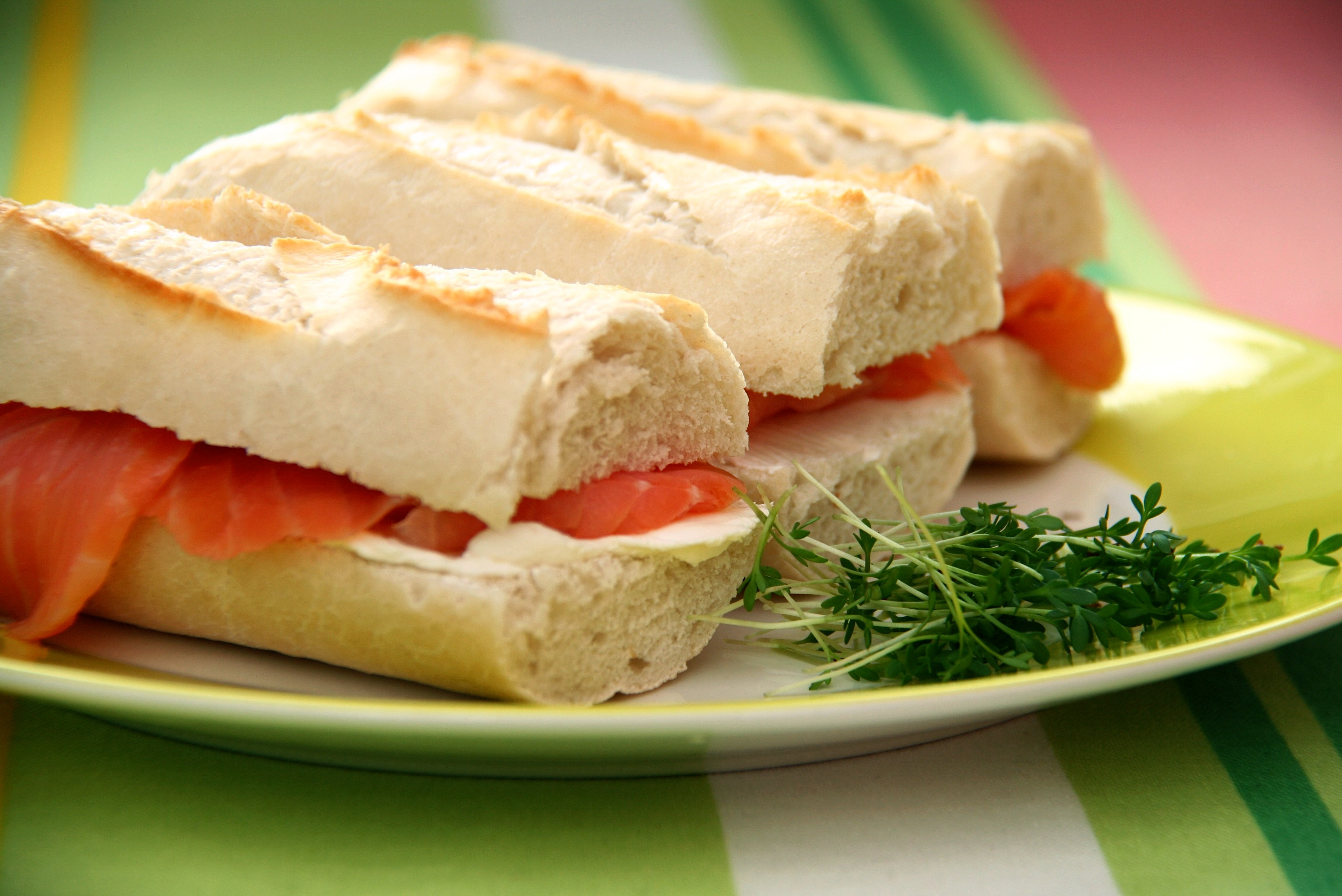
연어크림치즈 샌드위치

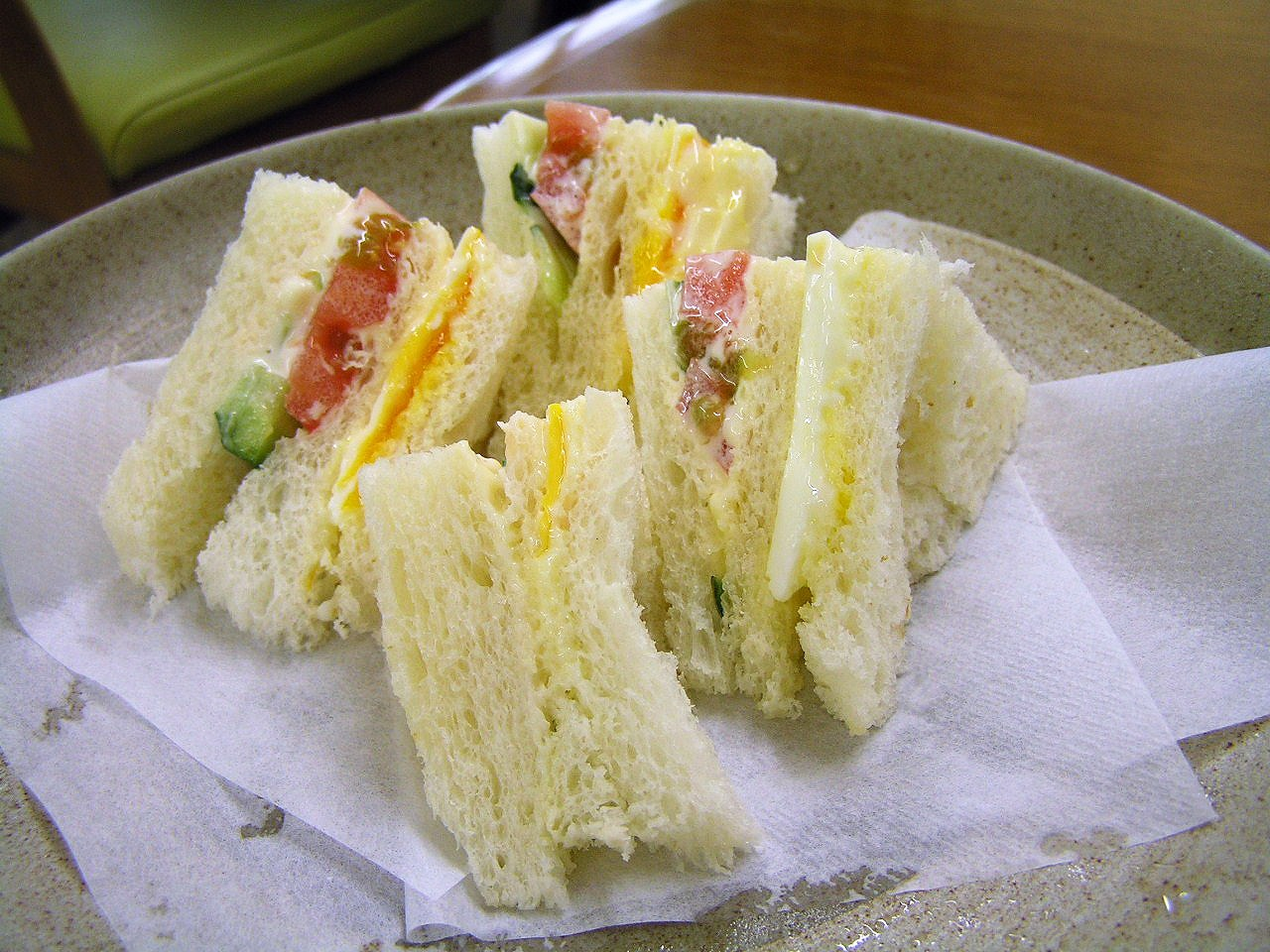
잉글리쉬 샌드위치

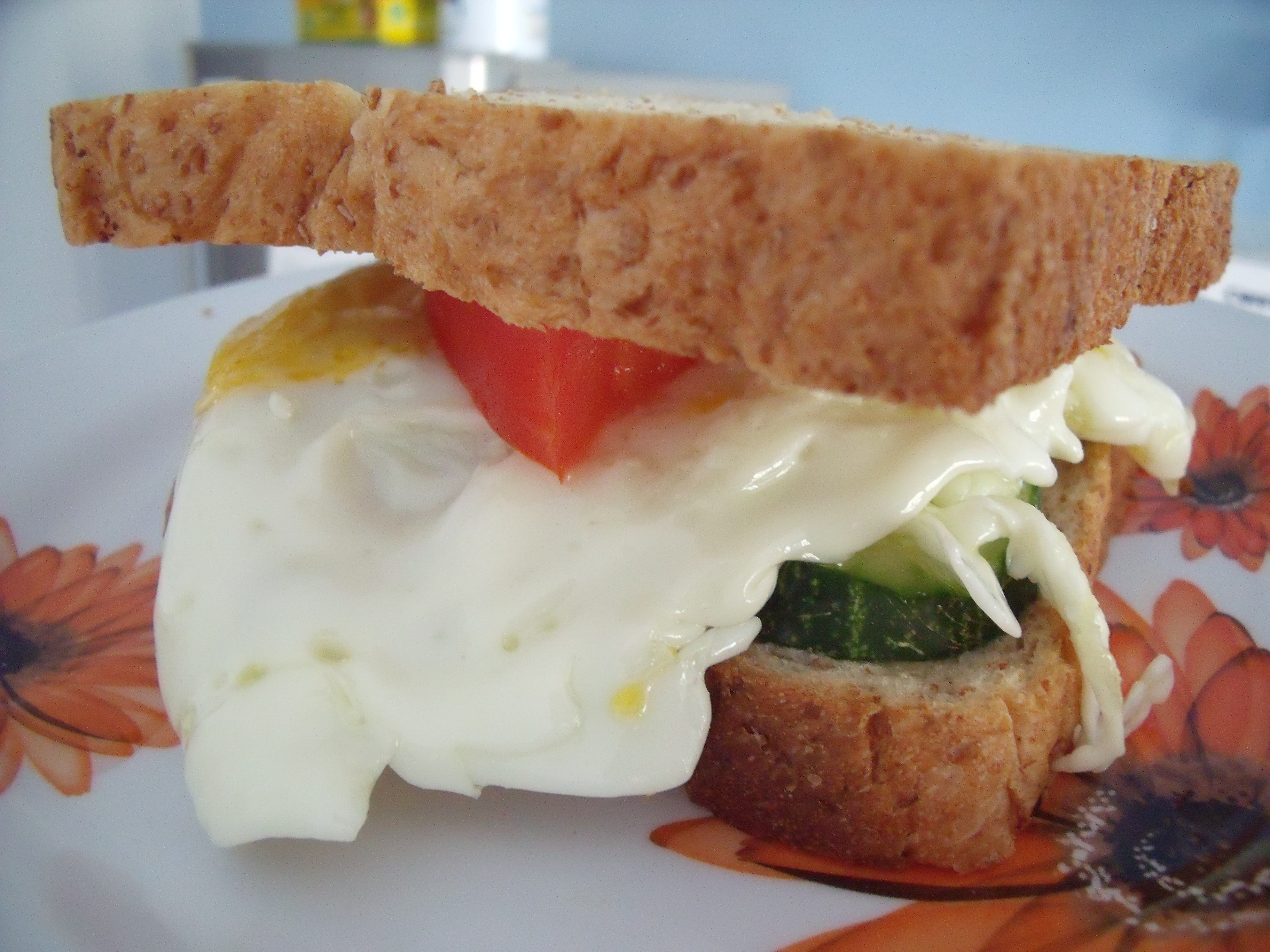
달걀 프라이, 토마토, 오이 샌드위치

알렉산드로스 3세의 페르시아 원정에 대한 기록과 고대 로마 시대에서 검은 빵 사이에 고기를 끼워먹었다는 기록 등 빵 사이에 재료를 넣는 요리는 오래전부터 내려오고 있는 것으로 보인다. 다른 속설은 유대교의 전통에서 유래하는 것으로 기원전 1세기에 힐렐이 샌드위치를 발명했다는 것이다. 유월절 예배에서는 다음과 같은 힐렐의 발명에 관한 부분이 언급되는 것을 볼 수 있다. "사원이 존재했을 때 힐렐이 한 일은 이것이다. 그는 어린 양고기와 무교병, 씁쓸한 허브를 하나로 싸서 먹었다."
오늘날 같은 형태의 샌드위치가 개발 된 것은 18세기 영국에서 비롯되었다. 18세기 영국 샌드위치 가문의 4대 백작인 존 몬태규 백작(1718년∼1792년)가 하인들에게 명하여 간편하게 먹을 수 있는 이 음식을 개발한 것이다. 빵에 채소, 고기를 끼워넣어 먹을 수 있게 만든 이 음식은 당시 격식을 차려 식사하는 귀족사회 문화가 있었던 탓에 주변인들 사이에서는 매우 놀라워했다고 한다. 그러나 기차안에서 먹을 수 있는 등 그 간편함 때문에 먹는 사람들이 많아져 샌드위치 백작의 이름을 따 샌드위치라 부르게 되었다.

## 논란

### 기원과 유래설
영국 샌드위치 가문의 4대 백작인 존 몬태규 백작(1718년∼1792년)의 이름에서 음식명이 유래한 것은 사실이나 자세한 기원에는 다소간에 차이가 있다. 샌드위치 백작이 식사할 시간까지 아끼면서 트럼프 도박을 즐겨했는데 카드 게임을 하면서 먹을 수 있는 식사로 샌드위치를 생각해냈다는 설이다. 그러나 이는 샌드위치 백작이 해군 제독 당시 무능과 부패로 악명이 높았던 그를 비난하기 위해 만들어낸 설이라는 주장이 있다. 당시 샌드위치 백작이 속한 휘그당(현재의 자유당)이 몰락하고 토리당(현재의 보수당)이 집권하던 시기에 정치적 이유로 샌드위치 백작의 이미지를 깎아 내리면서 이러한 잘못된 이야기가 전해지게 된 것이라는 한다.

### 정의 논쟁
21세기에 들어 샌드위치의 정확한 정의에 대한 논쟁이 있었으며 미국에서는 법정 소송까지 벌어졌다. 핫도그와 오픈 샌드위치(Open sandwich)의 분류에 대한 것이다. 미국 농무부(USDA)는 클로즈드 샌드위치(closed sandwich)에 대해 "최소 35%의 익힌 고기와 50% 이하의 빵"이라 정의하였고, 오픈 샌드위치(open sandwich)에 대해서는 "최소 50%의 익힌 고기"라는 정의하고 있다. 영국 샌드위치 협회(British Sandwich Association)는 샌드위치를 "속을 채운 빵, 일반적으로 차갑게 조리된 빵"이라고 정의하는데, 이 정의는 랩과 베이글을 포함하지만 버거와 같이 뜨겁게 조리, 제공되는 요리는 제외하고 있다.

## 변형

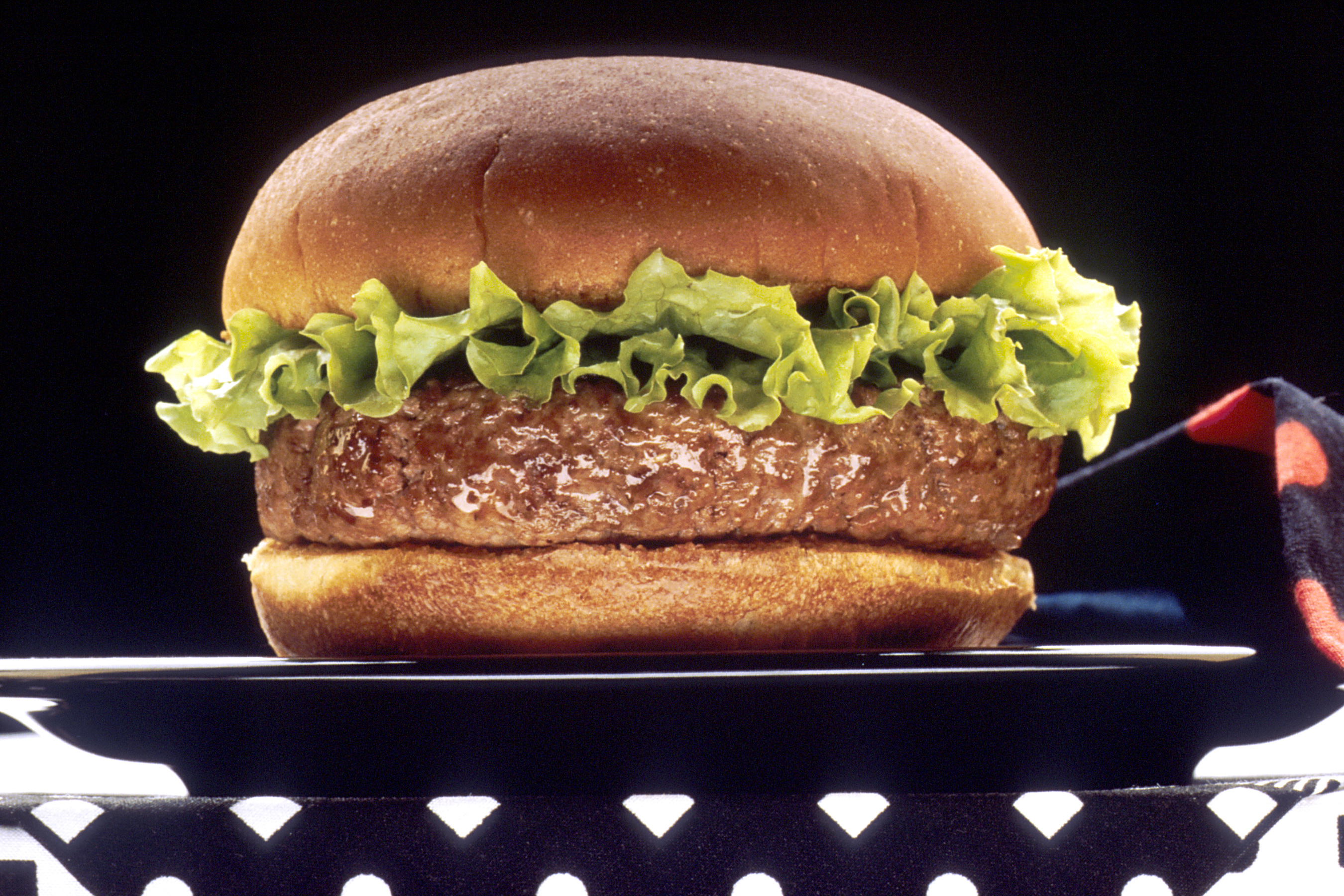
햄버거
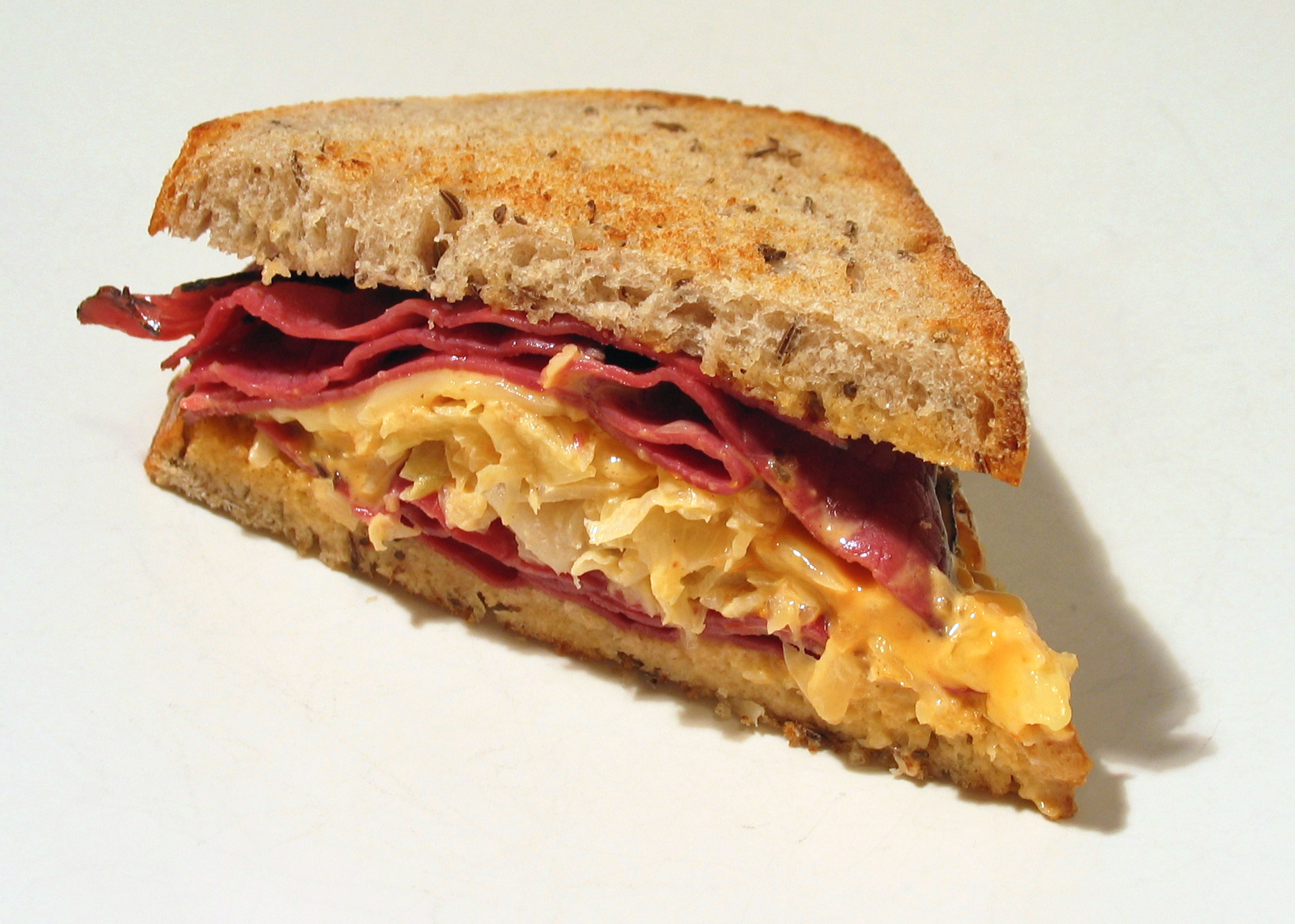
루벤 샌드위치
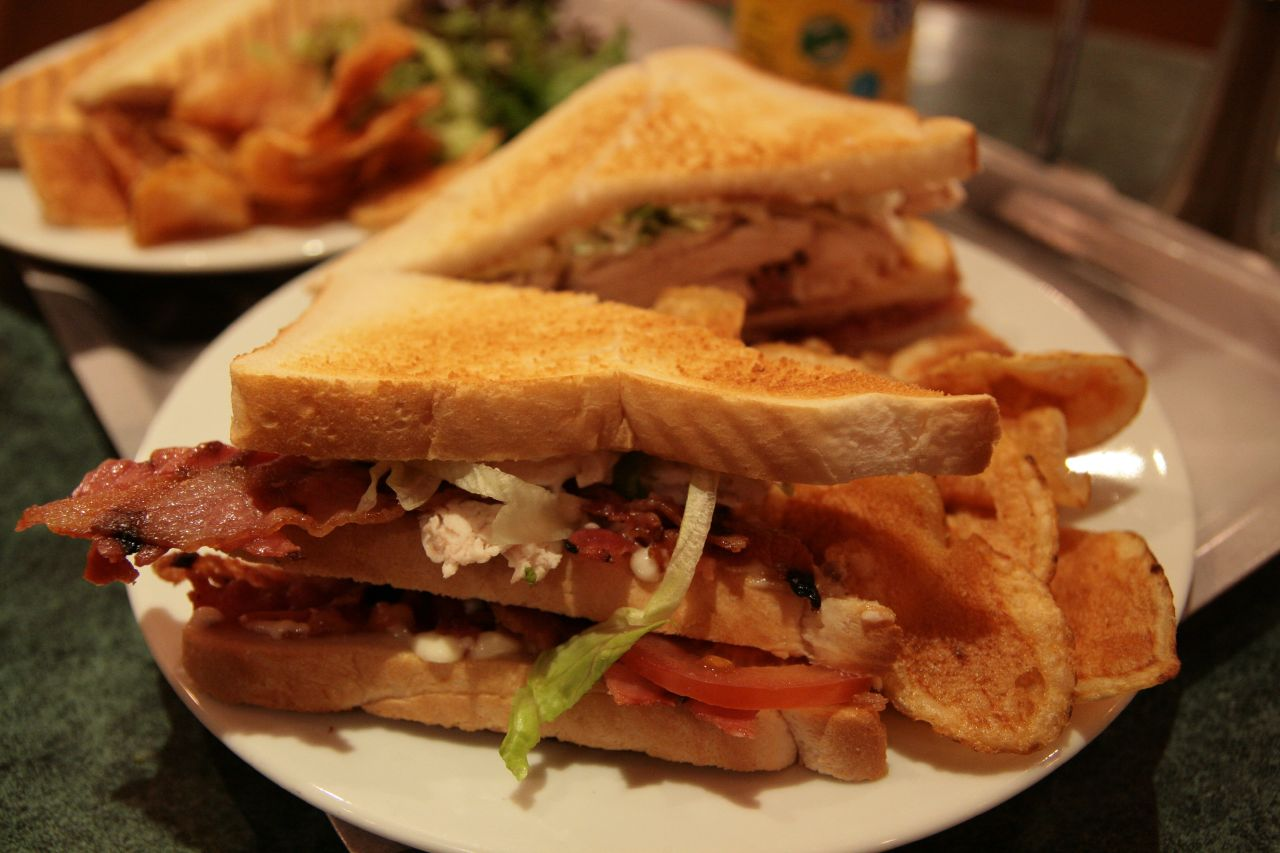
클럽 샌드위치
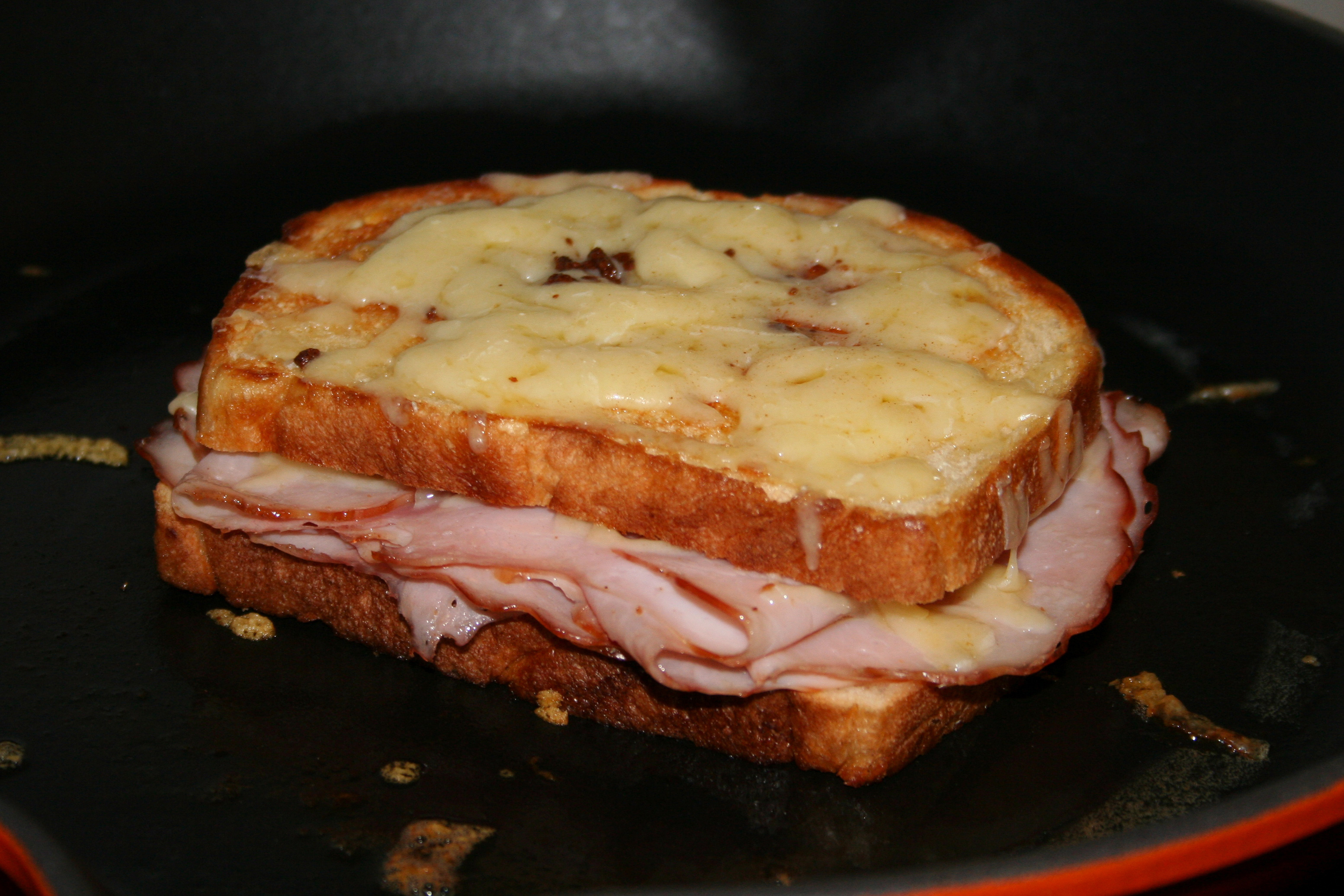
크로크므시외
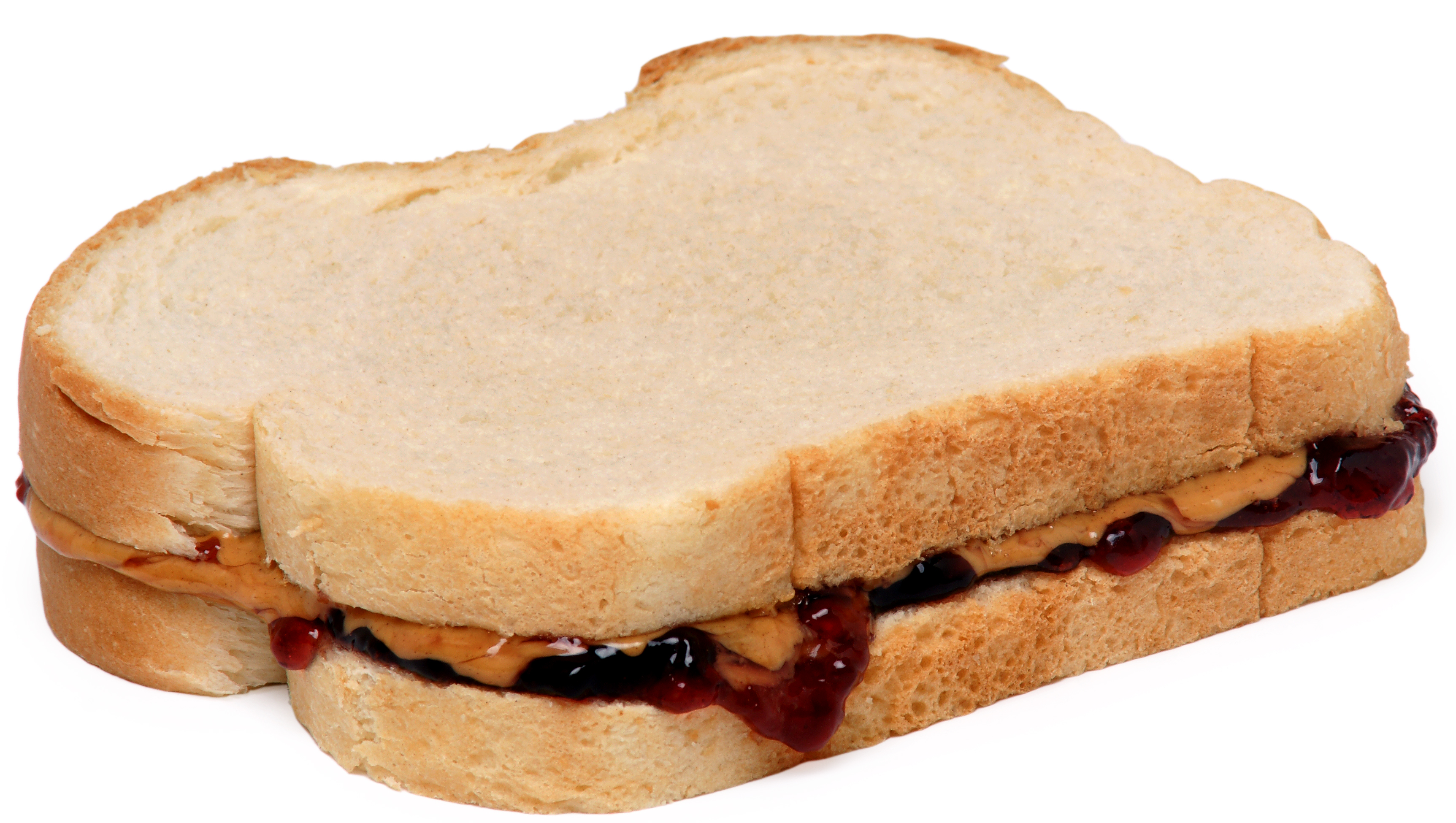
땅콩버터 젤리 샌드위치
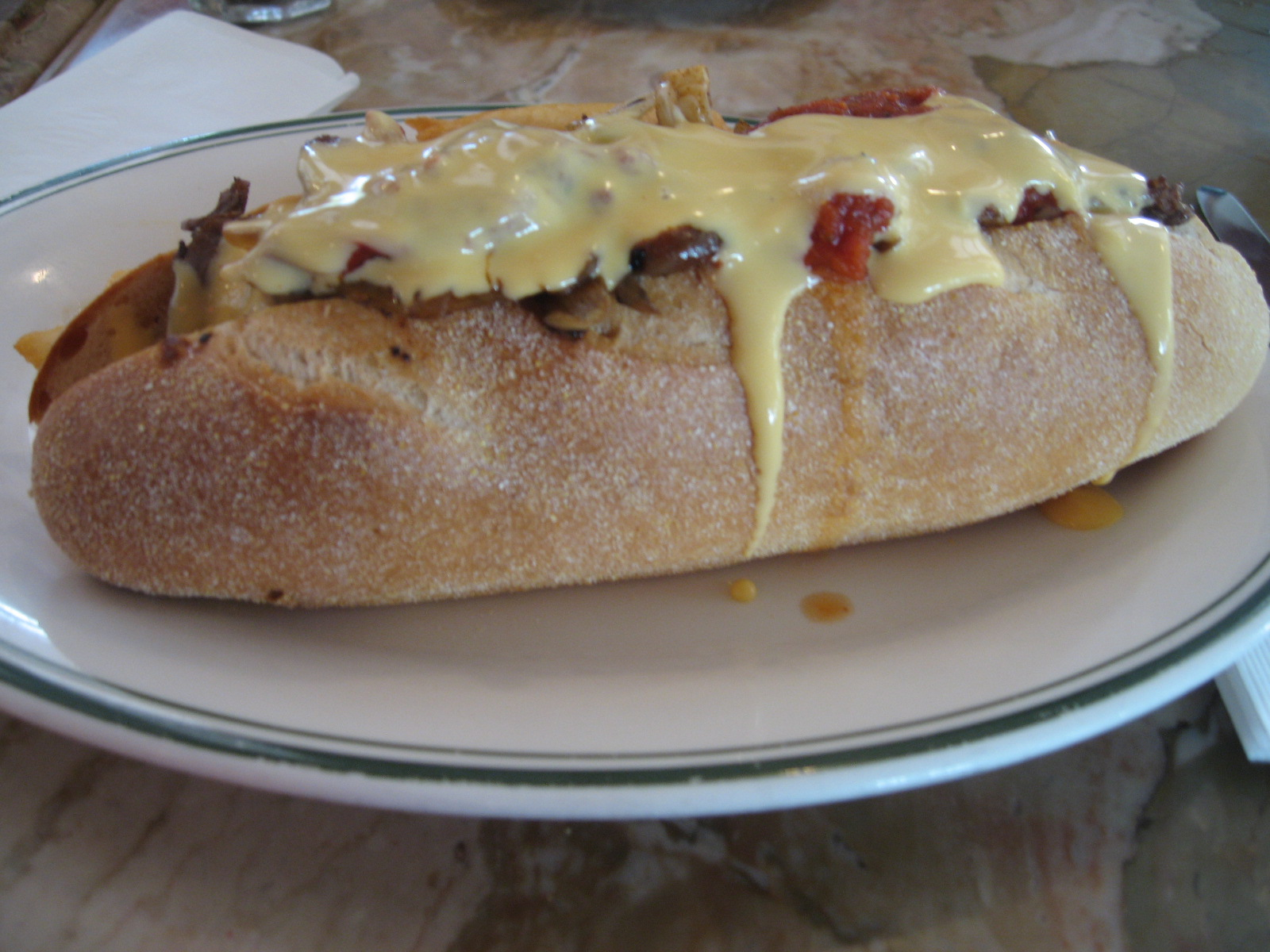
치즈스테이크, 서브머린 샌드위치의 한 종류
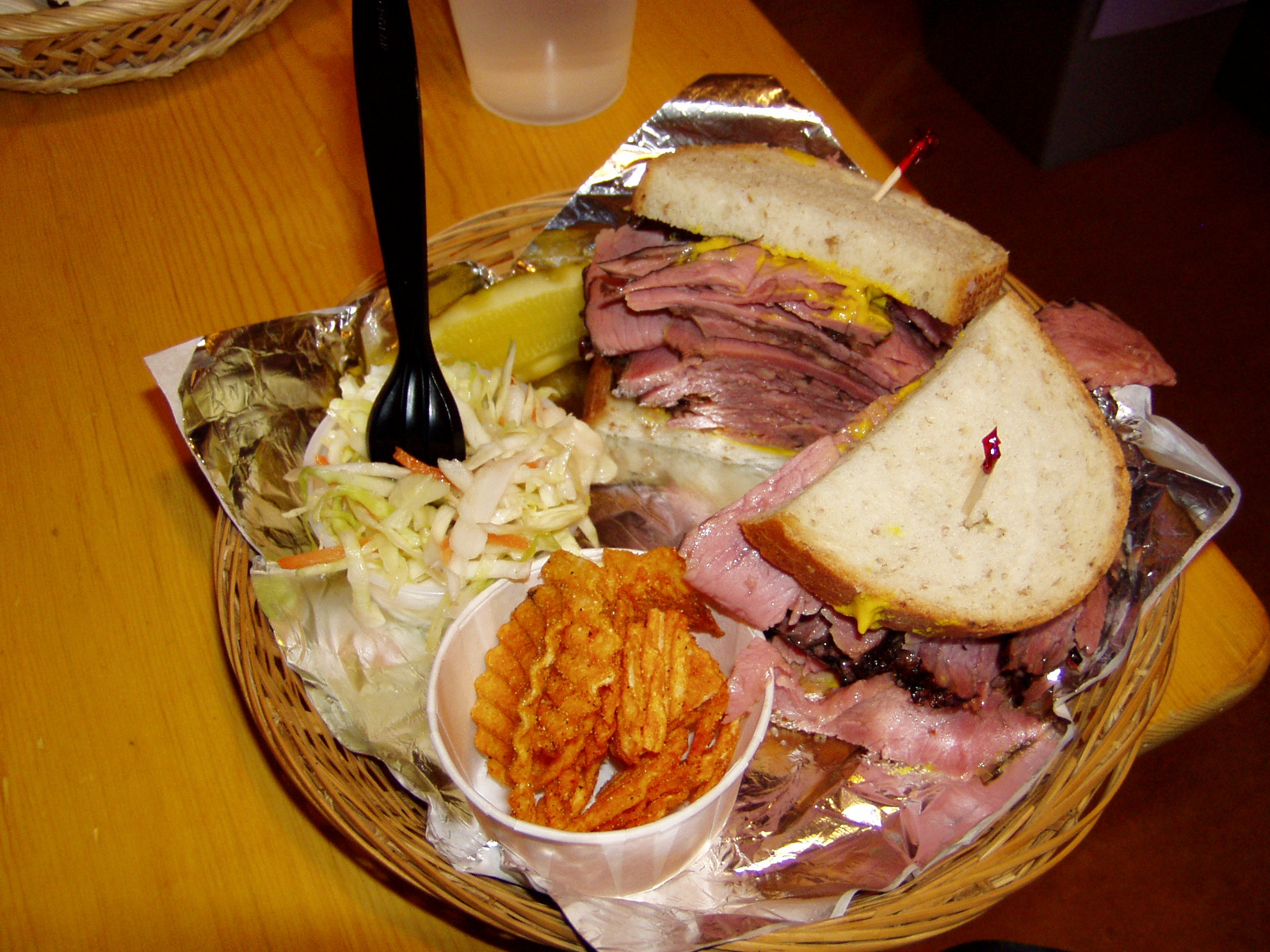
훈제고기 샌드위치
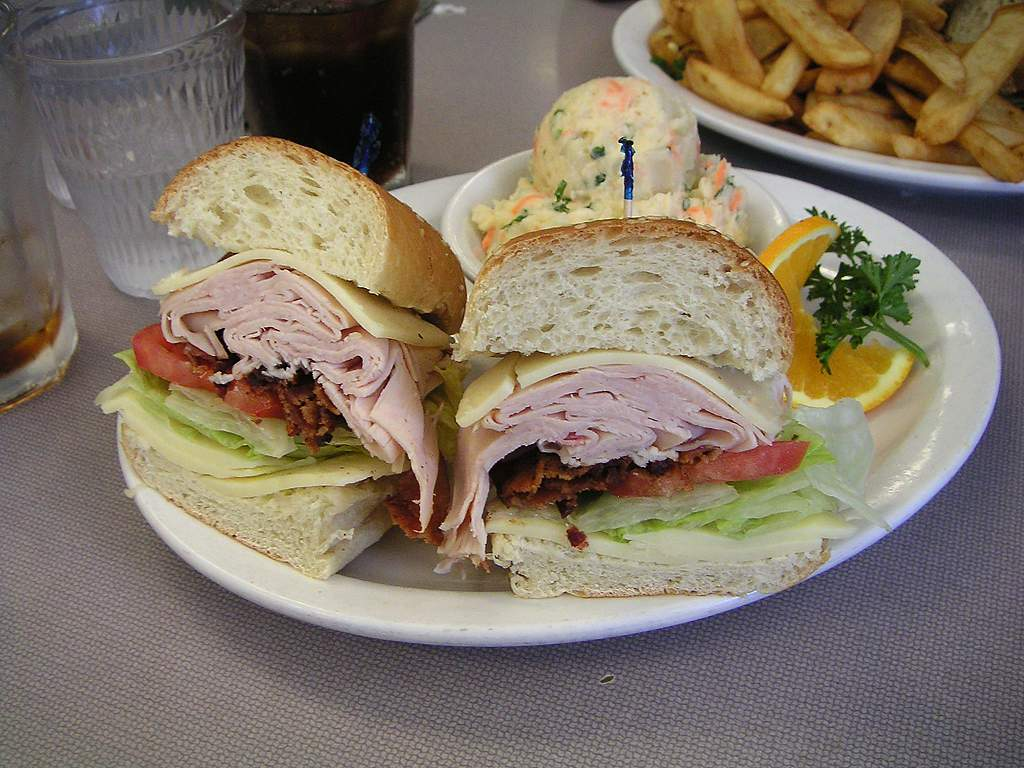
바게트 샌드위치, 감자 튀김
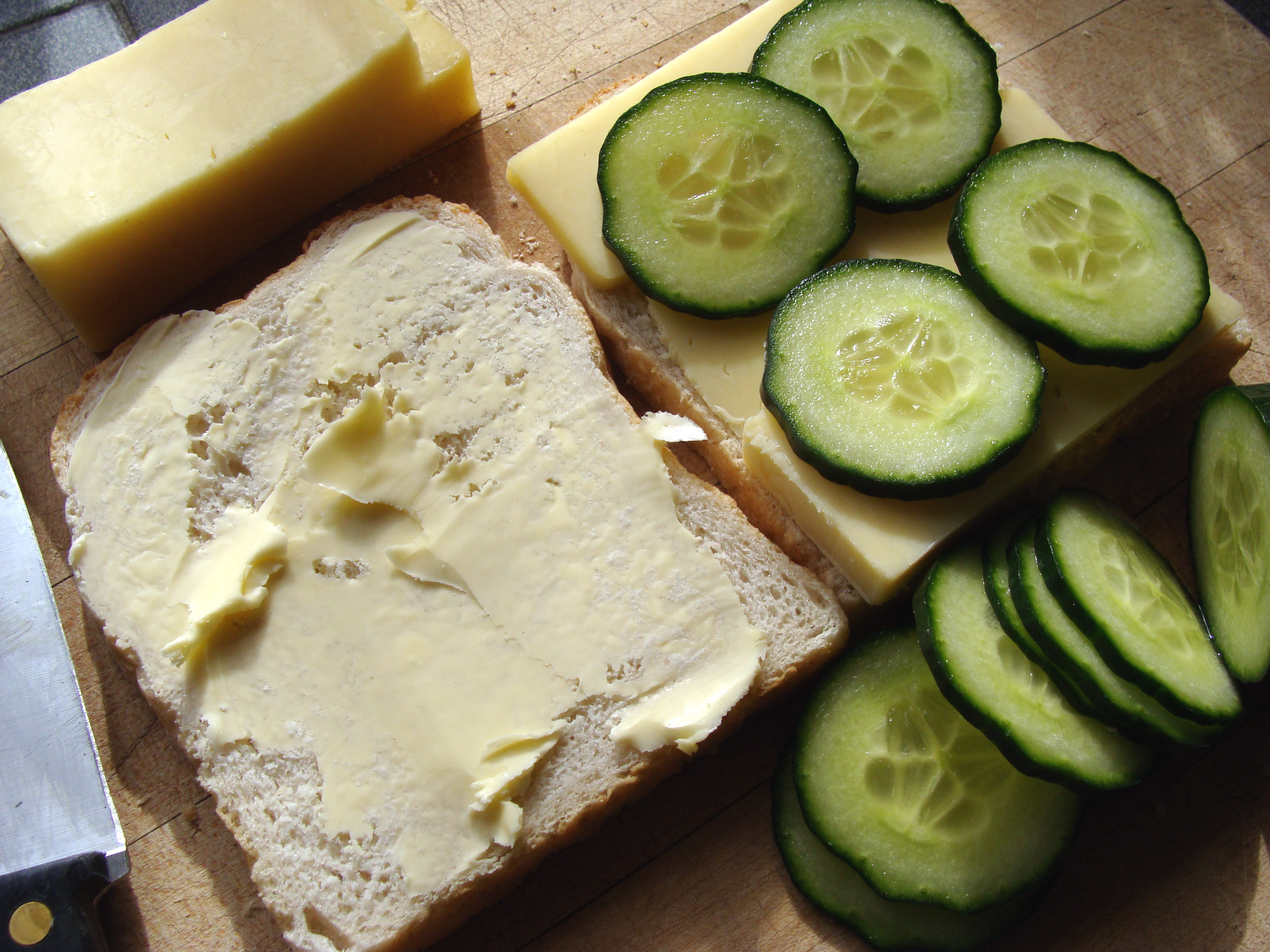
샌드위치 제조
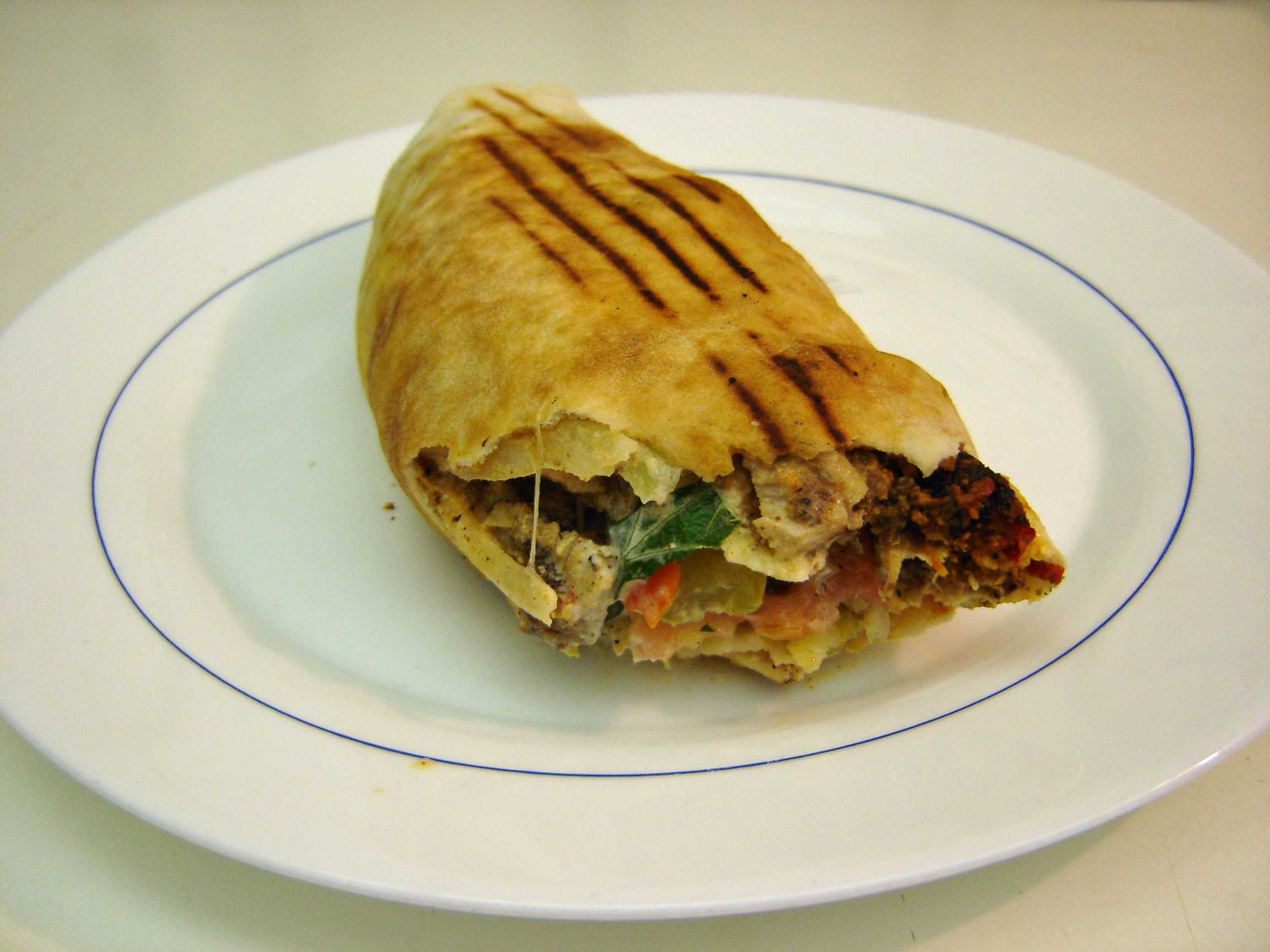
샤와르마 샌드위치
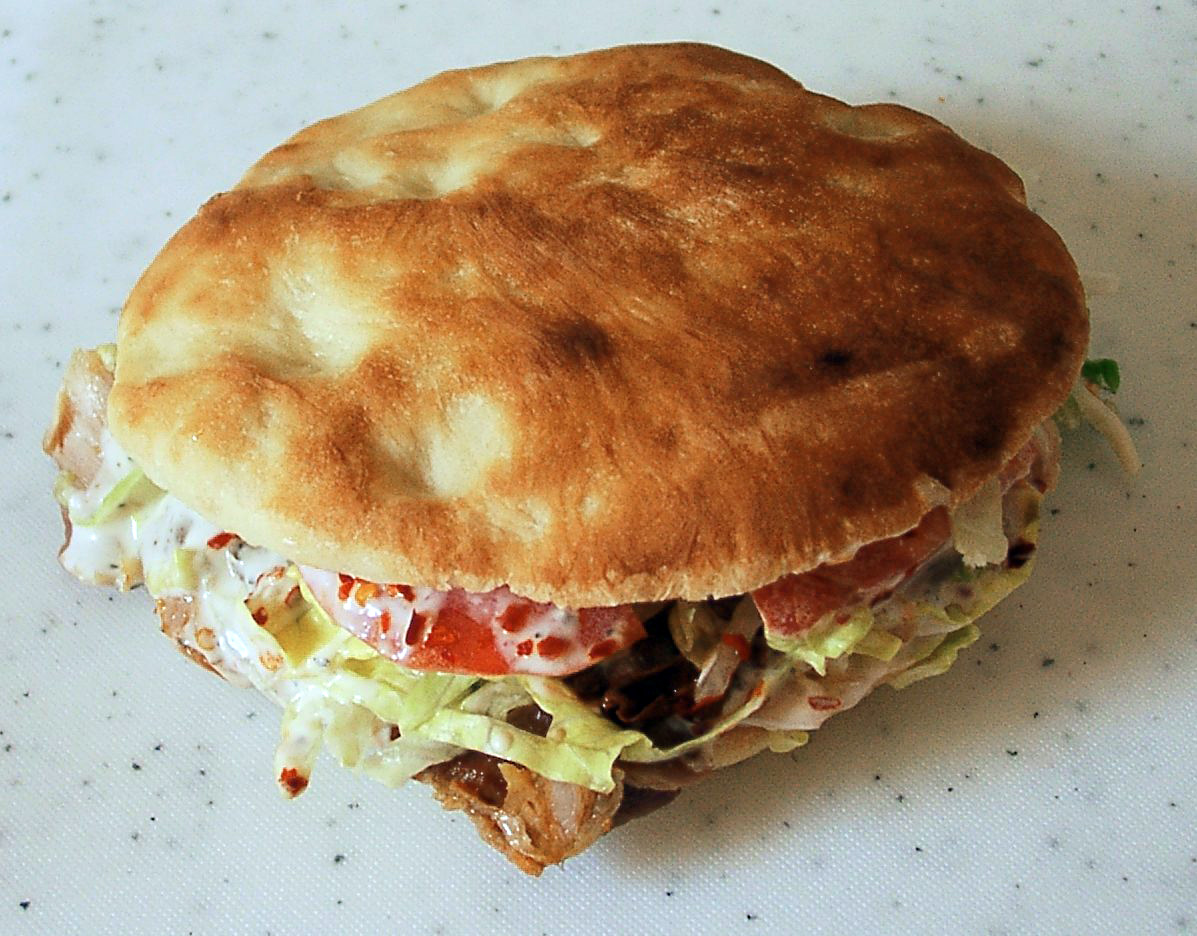
되네르 샌드위치
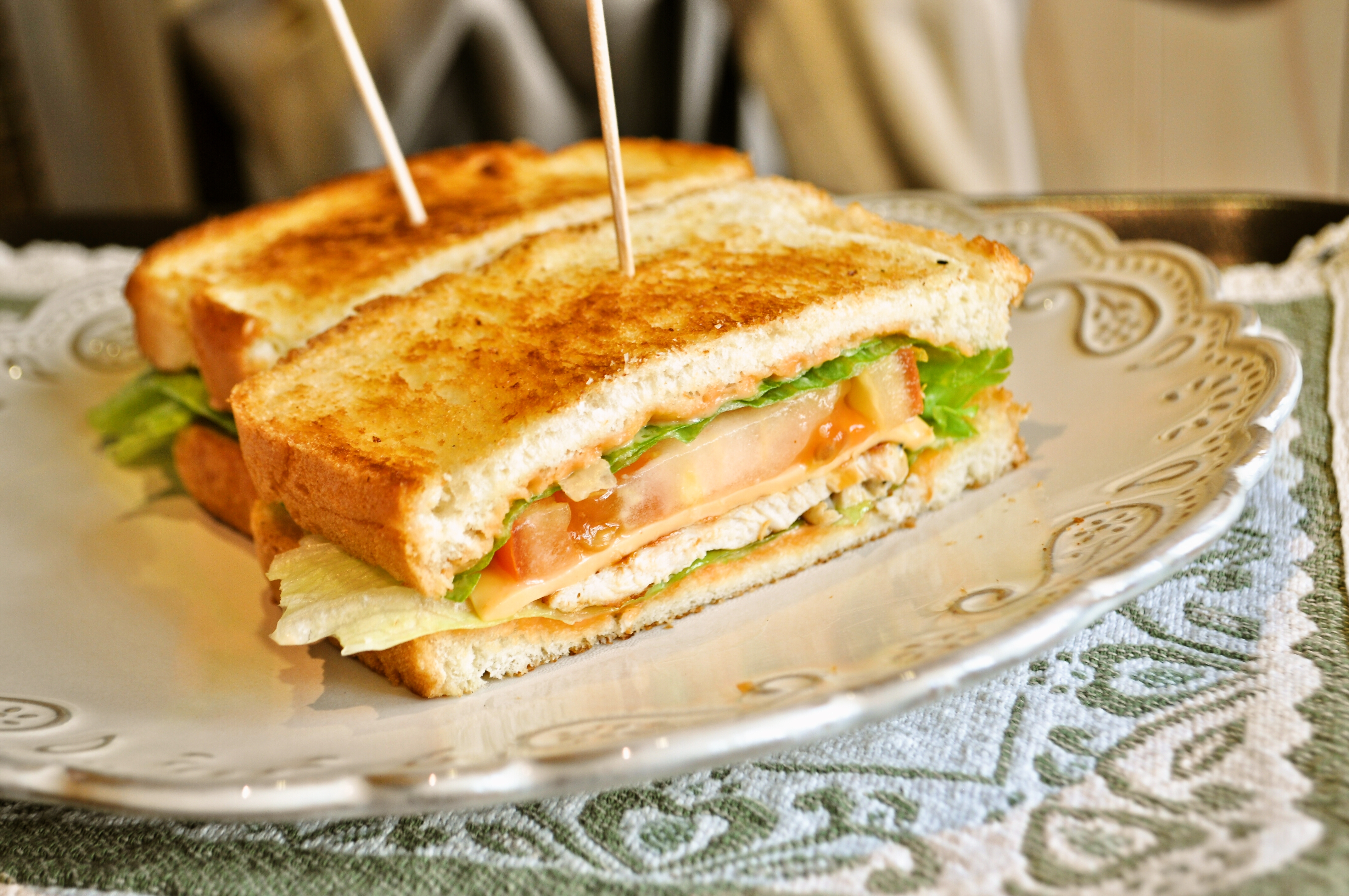
닭고기 샌드위치
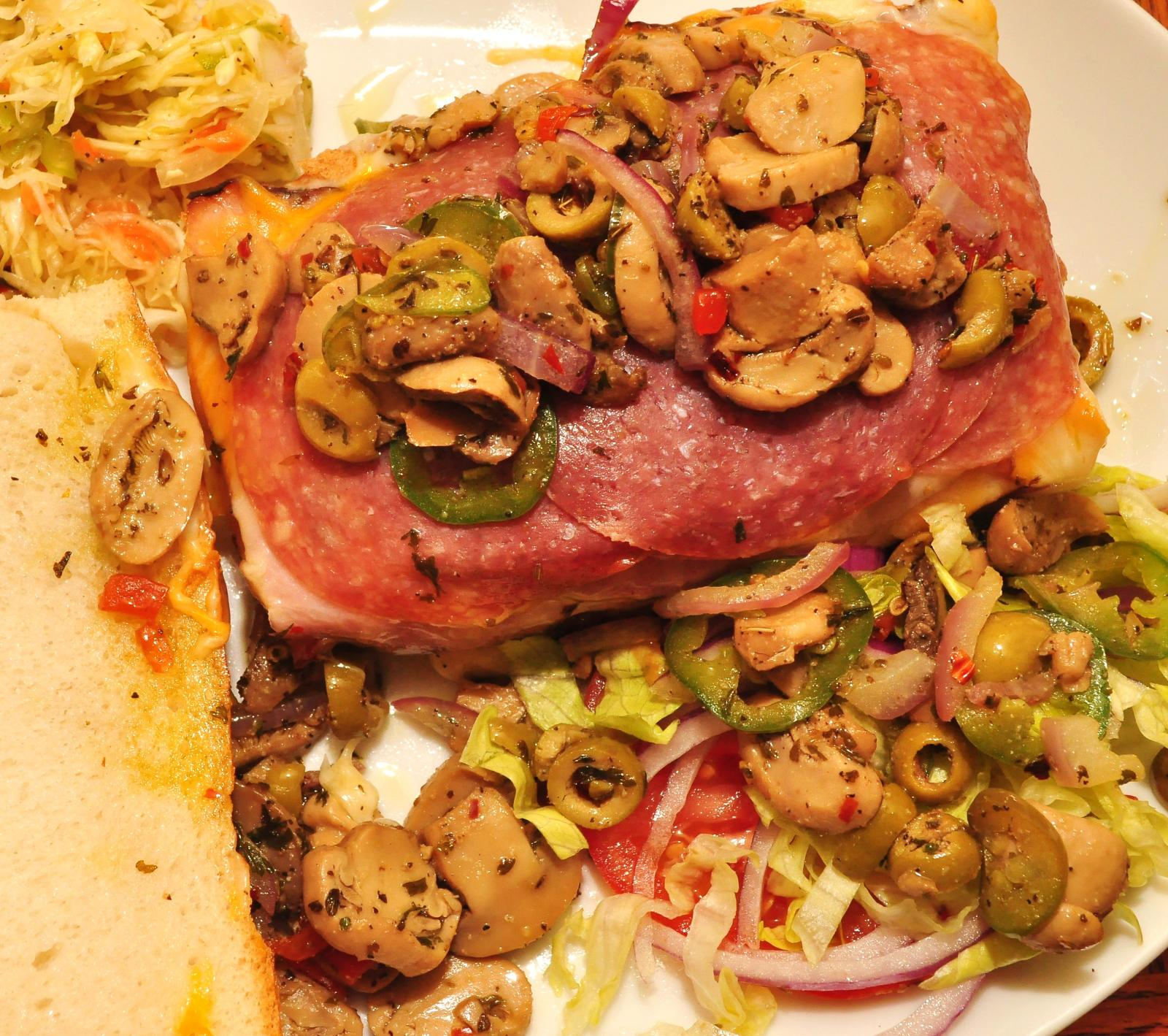
고기와 치즈 샌드위치와 다양한 토핑, 콜슬로
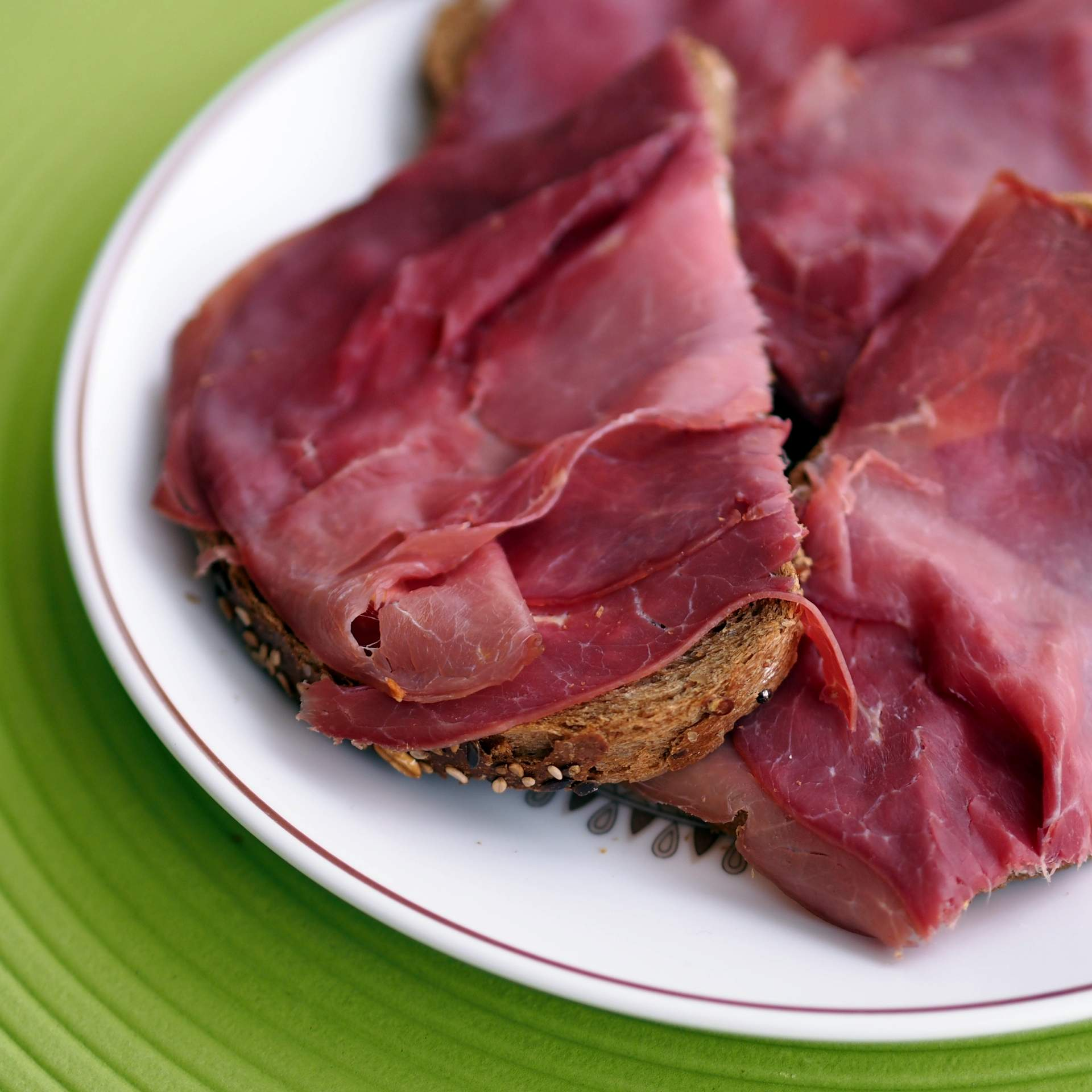
훈제 말고기 오픈 샌드위치, 네덜란드
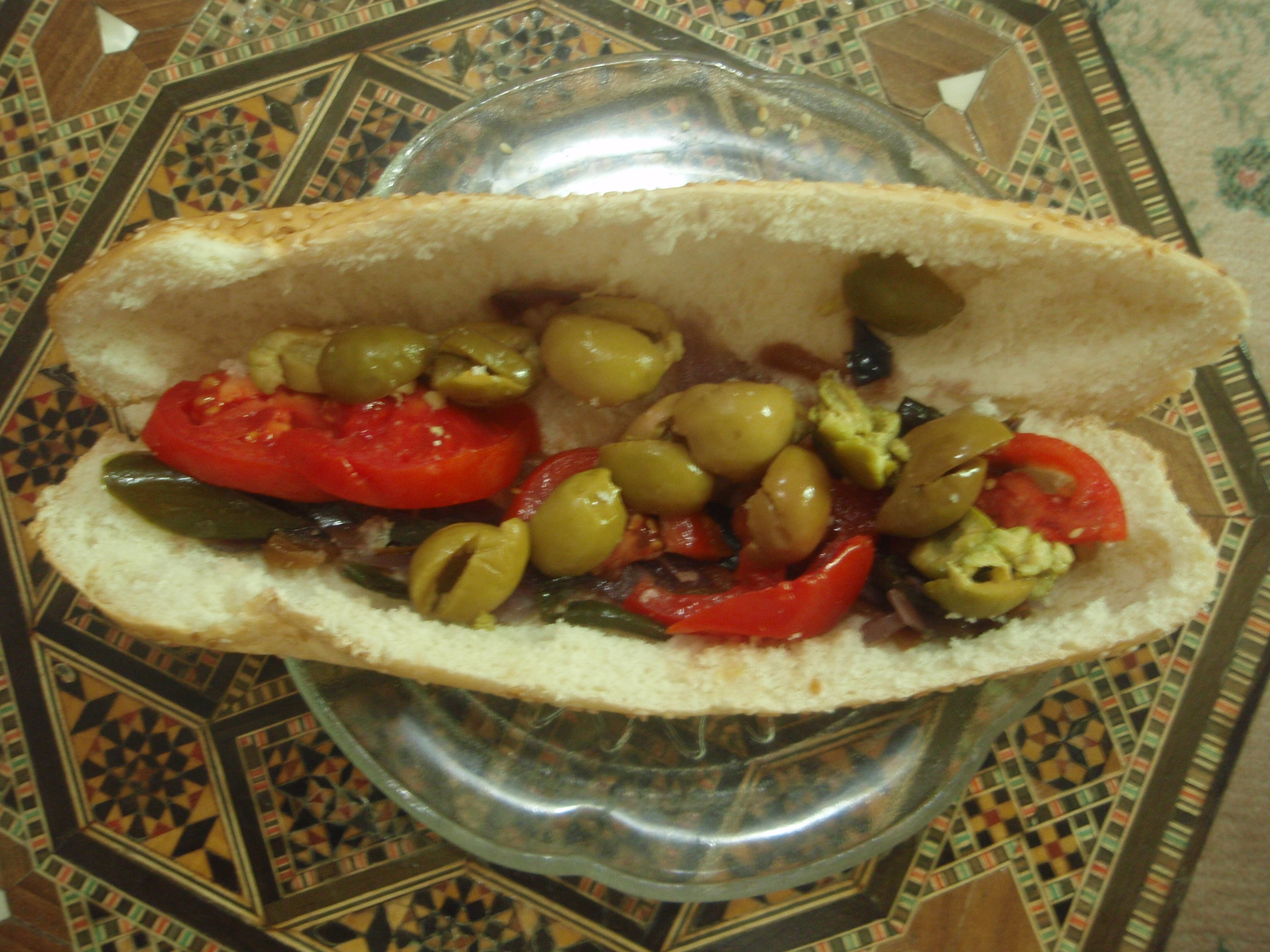
올리브와 토마토 샌드위치

## 같이 보기
- 영국 요리
- 잉글랜드 요리